# Список эпизодов мультсериала «Приключения Джеки Чана»
Основная статья: Приключения Джеки Чана
«Приключения Джеки Чана» (англ. Jackie Chan Adventures) — американский анимационный телесериал, транслировавшийся на телеканале Kids’ WB с 9 сентября 2000 года по 25 июля 2005 года. Главный герой сериала — археолог Джеки, занимающийся поиском и охраной от сил зла таинственных артефактов. В этом ему помогают дядя, владелец антикварного магазина, и племянница Джейд.
Серии расположены в хронологическом порядке по дате выхода.

## Сезон 1: 12 талисманов (2000—2001)
| Номер серии | Номер в сезоне | Название | Автор(ы) сценария                                        | Режиссёр(ы)       | Дата показа(в США) |
| ----------- | -------------- | --- | -------------------------------------------------------- | ----------------- | ------------------ |
| 1           | 1              | «Рука тьмы» Джеки Чан присоединяется к Сектору 13, чтобы не дать «Руке тьмы» заполучить Талисман петуха, найденный внутри золотого щита в баварском замке. В тот же день из Гонконга приезжает его племянница Джейд. | Джон Роджерс                                             | Брайан Эндрюс     | 9 сентября 2000    |
| 2           | 2              | «Проглоченный петух» Джейд случайно проглотила Талисман петуха и получила способность левитировать и поднимать вещи с помощью своего живота. | Дэвид Слак                                               | Винцензо Трипетти | 16 сентября 2000   |
| 3           | 3              | «Маска Эль Торо Фуэртэ» Джеки едет в Мексику и находит Талисман быка, прикреплённый к маске знаменитого рестлера Эль Торо Фуэртэ. | Марк Сейденберг                                          | Энди Том          | 23 сентября 2000   |
| 4           | 4              | «Исчезающая змея» Джеки проникает в музей и крадёт Талисман змеи, чтобы опередить «Руку тьмы». В то же самое время воровка Вайпер пытается украсть бриллиант «Розовая пума». Покидая музей они замечают друг друга. Завязывается драка в ходе которой они перепутывают краденое.                                         | Дэвид Слак                                               | Рик Дел Кармен    | 11 ноября 2000     |
| 5           | 5              | «Мошенники» Талисман кролика обнаружен в панцире большой черепахи по имени Эзоп. Джеки и Джейд должны во что бы то ни стало заполучить Талисман и защитить Эзопа от злого миллионера, который хочет его съесть. | Дуэйн Капицци                                            | Энди Том          | 14 октября 2000    |
| 6           | 6              | «Астральная проекция» Случайно использовав Талисман овцы Джейд становится астральной проекцией. Узнав об этом Шендю захватывает её пустое тело. | Кевин Кампбелл, Дуэйн Капицци                            | Брайан Эндрюс     | 28 октября 2000    |
| 7           | 7              | «Талисман дракона» «Рука тьмы» крадёт Талисман дракона. В тайне от Шендю Вальмонт использует его для ограбления банка. Агенты Сектора 13 пытаются ему помешать и тот серьёзно ранит капитана Блэка. Джеки в ярости, но ему придётся побороть свой гнев и использовать разум, чтобы не дать Вальмонту ограбить Форт-Нокс. | Том Пагслей и Грег Клейн                                 | Рик Дел Кармен    | 11 ноября 2000     |
| 8           | 8              | «Пропавший талисман» Эта история начинается с того, что Джеки, поскользнувшись на игрушке Джейд, ломает себе ногу. Пытаясь ухаживать за «больным» дядей, Джейд слегка перестаралась, в результате чего Талисман крысы попадёт в разъём для батареек гнома полицейского (того самого, на котором поскользнулся Джеки).    | Дэвид Слак                                               | Глория Дженкинс   | 18 ноября 2000     |
| 9           | 9              | «Каменное изваяние» После того как Джеки заполучил Талисман лошади на Северном полюсе, Вальмонт заманивает его в ловушку на горе Рашмор и заражает ядом, который получил от Шендю. В обмен на противоядие Вальмонт требует оставшиеся талисманы.                                                                         | Алекс Ван Дайн                                           | Брайан Эндрюс     | 2 декабря 2000     |
| 10          | 10             | «Джейд мартышка» Борясь за Талисман обезьяны Джеки, Джейд и «Рука тьмы» попадают в кораблекрушение после чего их выбрасывает на остров в Микронезии. Убегая от бандитов, Джейд использует талисман и превращается в мартышку, но другая обезьянка тут же крадёт его.                                                     | Дэвид Слак                                               | Рик Дел Кармен    | 9 декабря 2000     |
| 11          | 11             | «Собачка и свинка» После того, как Джеки удаётся помешать Тору получить Талисман собаки Вальмонт нанимает Хак-Фу, чтобы найти Талисман свиньи. Нашим героям снова приходится лететь в Баварию. | Дуэйн Капицци                                            | Энди Том          | 6 января 2001      |
| 12          | 12             | «Тигр и котёнок» Джеки, Джейд и Тору принимают участие в конкурсе на поедание пирогов. Один из участников со вставной челюстью едва не проглатывает Талисман тигра (тот случайно оказался в его пироге), но всё же волшебный предмет оказывается сильно повреждён и попав в руки Джеки разделяет его надвое.             | Дэвид Слак                                               | Брайан Эндрюс     | 10 марта 2001      |
| 13          | 13             | «День демона» Шендю удаётся захватить все 12 талисманов и он превращается в огромного дракона. Он готовится призвать всех своих демонов, чтобы уничтожить Азию. | Джон Роджерс, Дуэйн Капицци, Джефф Клайн, Алекс Ван Дайн | Джейн ВУ Сориано  | 17 марта 2001      |

## Сезон 2: Порталы демонов (2001—2002)
Некоторые эпизоды в этом сезоне описывают события, которые произошли в течение первого сезона, но ранее не показывались. Вот почему в некоторых эпизодах Тору всё ещё работает на Руку Тьмы, а Шендю всё ещё заточён в каменной статуе.
| Номер в сериале | Номер в сезоне | Название                                              | Режиссёр(ы)           | Сценарист(ы)              | Дата показа в США |
| --- | -------------- | ----------------------------------------------------- | --------------------- | ------------------------- | ----------------- |
| 14 | 1              | «Through the Rabbit Hole» «Дыра во времени»           | Неизвестно            | Неизвестно                | 8 сентября 2001   |
| Вырезанная из первого сезона серия с талисманом кролика. События происходят после 5 эпизода. |                |                                                       |                       |                           |                   |
| 15 | 2              | «The Warrior Incarnate» «Оживший воин»                | Неизвестно            | Неизвестно                | 15 сентября 2001  |
| Вырезанная серия с талисманом крысы. События происходят после 9 эпизода. |                |                                                       |                       |                           |                   |
| 16 | 3              | «Snake Hunt» «Змеиная охота»                          | Неизвестно            | Кевин Кэмпбелл            | 22 сентября 2001  |
| Вырезанная из первого сезона серия с талисманом змеи. События происходят после 4 эпизода. |                |                                                       |                       |                           |                   |
| 17 | 4              | «Mother of All Battles» «Воинственная мамаша»         | Энди Том              | Деян Стефан               | 24 сентября 2001  |
| Тору очень расстроен, что его мама приезжает, ведь она им нисколько не гордится. Когда мать приезжает, то она начинает соперничать с дядей Джеки из-за его магазина. В японском музее выставлена статуэтка «Золотой Осьминог». Капитан Блэк просит Джеки сторожить его. Одна преступная банда похищает Тору и предлагает другим выкуп. В итоге Джеки и Тору похищают. Мама Тору и дядя вместе с Джейд спасают их. |                |                                                       |                       |                           |                   |
| 18 | 5              | «The Stronger Evil» «Более сильное зло»               | Фрэнк Скиллас         | Дэвид Слэк                | 29 сентября 2001  |
| Вальмонт и «Рука Тьмы» потеряли все свои сокровища, но зато получили все двенадцать талисманов. С ними «Рука» атакует банки и отряд Капитана Блэка. Тем временем Шендю в обличии демона попадает в Мир Демонов и заключает с демонами договор: он вселится в тело Джеки Чана и откроет всем демонам двери. Но вместо этого он вселяется в Вальмонта из-за ошибки его же самого... Вальмонт парализует дядю и забирает одну книгу... |                |                                                       |                       |                           |                   |
| 19 | 6              | «The J-Team» «Команда «Джейд»»                        | Алан Калдвэлл         | Дэвид Слэк                | 6 октября 2001    |
| Дядя и Тору спасают Джеки и Капитана Блэка от Клана теней. Теперь они пытаются выяснить, какую книгу украл Шендю. Джейд собирает Эль Торо, Вайпер и Пако вместе и пробует собрать новую «Команду Джейд». «Рука Тьмы» снова похищает все талисманы, а Шендю в теле Вальмонта крадёт Шкатулку Панку, чтобы освободить всех восьмерых демонов... |                |                                                       |                       |                           |                   |
| 20 | 7              | «Jade Times Jade» «Порталы Демонов»                   | Неизвестно            | Неизвестно                | 13 октября 2001   |
| Шендю пытается освободить По Конг. |                |                                                       |                       |                           |                   |
| 21 | 8              | «The Curse of El Chupacabra» «Заклятие Чупакабры»     | Неизвестно            | Марк Сейденберг           | 15 октября 2001   |
| В небольшом поселке внезапно появляется Чупакабра. Джеки узнает об этом и хочет выяснить что там происходит.И Чупакабра кусает Эльторо, и он заразился, и сам стал Чупакаброй |                |                                                       |                       |                           |                   |
| 22 | 9              | «Rumble in the Big House» «Тюрьма «Хололэнд»»         | Неизвестно            | Алекс Ван Дайн            | 20 октября 2001   |
| Шендю пытается освободить Шо Фьюна. |                |                                                       |                       |                           |                   |
| 23 | 10             | «Lost City of the Muntabs»                            | Chap Yaep             | Patti Carr & Lara Runnels | октябрь 22, 2001  |
| Jackie and Jade find themselves assisting millionaire John Smith in his search for an ancient civilization of Muntabs, unaware he plans to steal their secrets for living long lives. When he realizes that Smith's theft will doom the Muntabs, Jackie is forced to prevent Smith from escaping and returning the Muntabs' secret before the damage is permanent. |                |                                                       |                       |                           |                   |
| 24 | 11             | «And He Does His Own Stunts»                          | Gary Hartle           | Andrew Robinson           | октябрь 27, 2001  |
| The Chans travel to Los Angeles when they learn that the Dark Hand have uncovered the demon portal connected to Tchang Zhu, a demon who holds power over lightning and storms, within the city. During their mission to stop them, Jade decides to see if she can make Jackie a famous film star. However, she is forced to put her plans on hold indefinitely when the Dark Hand release Tchang Zhu on Hollywood, forcing her uncle to keep him distracted while the spell needed to imprison him is completed. |                |                                                       |                       |                           |                   |
| 25 | 12             | «Showdown in the Old West»                            | Andy Thom             | Dean Stefan               | октябрь 29, 2001  |
| Jackie, Jade and Uncle visit a ghost town of the Old West, where they find a book during their exploration that contains a story related to Jackie's ancestor, a Chinese railroad worker. Interested, the group spend time hearing Jackie retell the story to them, detailing how his ancestor unexpectedly became the sheriff of the town, and had to deal with bandits that plagued it with the help of new allies, all of whom Jackie bases on his friends and enemies. |                |                                                       |                       |                           |                   |
| 26 | 13             | «Queen of the Shadowkhan»                             | Michael Goguen        | David Slack               | ноябрь 3, 2001    |
| Jackie manages to retrieve an old spellbook on demonic magic from within Shendu's palace, containing the secrets behind his Shadowkhan warriors. When Jade desires a tattoo to outdo a classmate, she decides to copy the image on the spellbook's front cover to her leg, inadvertently granting her the power to control the Shadowkhan. However, Jackie and Uncle realize that this action will also corrupt her into an evil demonic power, forcing them to find a way to remove the tattoo. As Jade succumbs to darkness and takes control of Section 13 with the spellbook, they find themselves in a race against time to save her and prevent Shendu from reclaiming his lost property. |                |                                                       |                       |                           |                   |
| 27 | 14             | «Origami»                                             | Chris Berkeley        | Henry Gilroy              | ноябрь 5, 2001    |
| Jackie travels to Paris to authenticate some Oriental artwork at a major art gallery. However, he quickly finds himself dealing with an art thief who possess the magical ability to fold his body with origami into any shape and form. Jade swiftly calls in help from Viper to investigate who the thief is, despite his mistrust towards his ally's past. He soon realizes she is his only hope of stopping the thief, especially when they discover his true identity. |                |                                                       |                       |                           |                   |
| 28 | 15             | «Shanghai Moon»                                       | Chuck Drost           | Alexx Van Dyne            | ноябрь 10, 2001   |
| Discovering the demon portal to Tso Lan, a demon with dominion over the moon, is located in space, Shendu forces the Dark Hand to steal a space shuttle from Cape Canaveral. Jackie and Jade stow away on their shuttle during lift-off, and find themselves not only forced to send Tso Lan back into his portal, but prevent him from altering the gravitational power of the moon with his demonic magic before it can affect the Earth. |                |                                                       |                       |                           |                   |
| 29 | 16             | «The Lotus Temple»                                    | Michael Chang         | Jan Strnad                | ноябрь 12, 2001   |
| Jackie and Jade journey with a monk to find a lost temple said to contain ancient wisdom. While camping one night, Jade wanders off and finds the temple, and a young girl who happens to be cursed to serve it as its guardian. When Jackie tracks her down and discovers that the monk plans to steal the magical knowledge the temple contains, he soon finds himself forced to stop him, while helping Jade rescue the young girl from her curse. |                |                                                       |                       |                           |                   |
| 30 | 17             | «Armor of the Gods»                                   | Sean Song             | Dave Collard & Ken Goin   | ноябрь 17, 2001   |
| Jackie manages to excavate a suit of ancient armor that Uncle discovers to be the same armor used by the warriors that imprisoned Shendu and his demonic bethren. At his suggestion, Jackie is forced to take the armor with him to Spain for protection, especially when the Dark Hand discover the demon portal for Dai Gui, a demon with dominion over the ground, within the country. However, imprisoning him back into his portal is complicated when Jackie discovers Jade used a sleeping potion on Uncle due to his constant complaining without realizing the trouble it could cause. |                |                                                       |                       |                           |                   |
| 31 | 18             | «Agent Tag»                                           | Chap Yaep & Seung Kim | Jan Strnad                | ноябрь 19, 2001   |
| Section 13 sends its best field agent, Tagert McStone, to investigate and thwart the schemes of notorious master criminal Dr. Necrosis. Eager to see him in action, Jade stows away on his helicopter, forcing Jackie to chase after them. A freak accident soon incapacitates McStone, forcing Jade and Jackie to complete his mission, whereupon they discover that Necrosis' plan involves the use of a magic artifact to create a powerful doomsday weapon. |                |                                                       |                       |                           |                   |
| 32 | 19             | «Tale of the Demon Tail / Demon in Di-Skies»          | Gary Hartle           | Hilary Bader              | ноябрь 24, 2001   |
| The Dark Hand manage to release Hsi Wu, a demon with dominion over the sky, from his portal at Fenway Park, before the Chans can send him back through it. However, in his attempt to escape, Hsi Wu loses his tail in a freak accident, to which Uncle seals it behind chi magic until he can use it to locate him. To restore himself, the demon disguises himself as a human boy in order to win over Jade and steal back his tail. When Jade discovers his deception, she soon seeks revenge on Hsi Wu when Uncle is kidnapped by the demon. |                |                                                       |                       |                           |                   |
| 33 | 20             | «The Return of the Pussycat»                          | Chuck Drost           | Mark Seidenberg           | декабрь 1, 2001   |
| Annoyed that her uncle will not see her theatrical debut, Jade decides to use the Tiger Talisman on Jackie, taking his yang counterpart with her to watch her performance. His yin counterpart is left to join with Uncle to explore a recently exposed cavern holding part of San Francisco that was submerged in an earthquake in 1906. However, the pair's exploration comes across the prison of Spring-heeled Jack in an old museum who is accidentally released and begins to cause chaos. Jade is soon forced to bring Jackie's yin and yang counterparts together to stop the creature from devouring the descendants of the person who imprisoned him, especially when it turns out to be one of her classmates. |                |                                                       |                       |                           |                   |
| 34 | 21             | «Scouts Honor»                                        | Andy Thom             | William Forrest Cluverius | декабрь 8, 2001   |
| On an expedition to find an archaeological site under Venice, Jackie finds an ancient necklace that can magically teleport its user to any location they desire via a special command phrase. However, he swiftly discovers a treasure hunter is after it to steal treasures from around the world, and is only lucky to escape them. When he returns home, Jackie decides to sign Jade up to join a scout group to give her more activities and agrees to accompany them on a camping trip. But unknown to the pair, the treasure hunter is on their tail, hoping to reclaim the necklace, especially when Jade discreetly takes it with them. |                |                                                       |                       |                           |                   |
| 35 | 22             | «Danger in the Deep Freeze»                           | Michael Chang         | Patti Carr & Lara Runnels | декабрь 15, 2001  |
| On an expedition to the North Pole, Jackie and Jade uncover the frozen body of an abominable snowman, unaware the local Inuit in the region seek to prevent its removal. When Jade releases it from its ice captivity, whilst Uncle, Jackie and Tohru investigate some ancient Inuit writing found with the creature, the group are forced to find it when they discover it to be a good spirit creature. They soon discover a notorious relic hunter who steals artifacts is eager to acquire it after tricking the Inuit about the creature, forcing Jackie to stop them leaving with the snowman. |                |                                                       |                       |                           |                   |
| 36 | 23             | «Into The Mouth of the Evil»                          | Phil Weinstein        | Steven Melching           | январь 19, 2002   |
| When Jackie rescues a museum curator he is meeting in New Delhi from thugs, a freak accident forces him to visit their dentist for a new filling. However, unknown to him, the curator is attempting to smuggle a magical artifact that can drain the Ganges River of its water, right under the powerful mental powers of an Indian monk and his order. When Jackie realizes the deception upon travelling to Calcutta for an important conference with Jade, the pair find themselves forced to thwart the curator's scheme before irreversible damage is done to those who rely on the river for the livelihoods. |                |                                                       |                       |                           |                   |
| 37 | 24             | «The King and Jade»                                   | Chap Yaep             | Steven Melching           | январь 26, 2002   |
| Captain Black assigns Jackie to bodyguard Lee-Li, a young Asian king who is visiting San Francisco on a diplomatic trip. Jade, eager to discover what they are like, borrows the Snake Talisman to get a glimpse of the king's life, but finds he is miserable because of his royal duties. Jade soon offers to help Lee-Li duck his duties, despite the fact that someone is out to kidnap him. When the king is eventually taken after Jackie discovers what Jade did, both the Chans are forced to help rescue Lee-Li and expose the traitor amongst his servants who betrayed him. |                |                                                       |                       |                           |                   |
| 38 | 25             | «The New Atlantis»                                    | Alan Caldwell         | David Slack               | февраль 2, 2002   |
| The Dark Hand releases Bai Tsu, a demon with dominion over the seas, from her demon portal in Rome, whereupon she discovers that her old kingdom is in ruins, she makes plans transform to San Francisco into her new kingdom. During this time, Valmont manages to knock out Shendu's spirit and calls upon the Chans for help to exorcise him from his body, in exchange for Bai Tsu's location. Although Valmont is true to his words, the Chans swiftly discover Bai Tsu is planning to trigger an earthquake to sink the city into the sea. While they are forced to prevent this, they are unable to help Valmont before Shendu recovers. |                |                                                       |                       |                           |                   |
| 39 | 26             | «The Eighth Door»                                     | Gary Hartle           | Hilary J. Bader           | февраль 9, 2002   |
| Although the Chans finally manage to imprison Bai Tsu after she escaped them, a freak accident causes Jade to be caught in Uncle's spell, dragging her into the demon realm. To rescue her, Jackie discovers he must find the demon portal connected to Shendu, which requires stealing the artifact that the Dark Hand have relied upon. After Uncle manages to communicate with Jade on how to use it, the group rush to open the portal, not only to recover Jade – who finds herself forced to keep any one of the demons they encountered from managing to escape – but also to send Shendu's spirit back when Uncle finally creates an exorcism spell to free Valmont from the demonic dragon's hold. In the end, Jade wanted to visit Moose World after being reunited with her family and friend, but Jackie wouldn't allow it, so the four head home, while Valmont celebrates his liberation from Shendu. As for the Fire Demon, he is less than thrilled, as the other demons close in on him in their wrath. |                |                                                       |                       |                           |                   |
| 40 | 27             | «Demon World (Part 1)»                                | Chris Berkeley        | David Slack               | февраль 16, 2002  |
| Facing punishment from his demonic brethren, Shendu manages to convince them to give him one last chance to undo their defeats. Escaping from his prison, Shendu swiftly possess Jackie and heads for Australia to find a hidden temple housing the Book of Ages – a magical artifact that records history and which can alter reality if tampered with. Although the Chans attempt to stop him, Shendu manages to rewrite history, unaware that Jade tore part of a page containing her history. Discovering herself in an alternate reality ruled over by Shendu and his demonic brethren, Jade is forced to find her family and convince them to help her restore the world. However, they soon face trouble when Shendu discovers them stealing the talismans containing his power. |                |                                                       |                       |                           |                   |
| 41 | 28             | «Demon World (Part 2)»                                | Sean Song             | David Slack               | февраль 23, 2002  |
| Jade, Uncle, and Jackie escape from Shendu's palace with a few talismans taken from the demonic dragon. With Jade's memory, they swiftly begin seeking their friends across the world, to help them gain access to the Book of Ages. At the same time, they also work to seal away some of the demons using the same spells as before. Shendu swiftly discovers how his plan is being undone, and leads the remaining demons to Australia to prevent Jade undoing his changes to history, culminating in a major fight for control of the Book. |                |                                                       |                       |                           |                   |
| 42 | 29             | «Enter the Cat»                                       | Michael Chang         | Dean Stefan               | март 2, 2002      |
| Jackie and Jade find themselves coming across a highly valuable cat statue, only for Valmont to steal it from him. However, the statue scratches him, passing on a magical curse that swiftly turns him into a humanoid feline. Jackie soon discovers another collector is after it, and swiftly becomes caught up in a struggle for ownership that causes Jade to be cursed by accident. To remove the curse on both, Jackie is forced to decrypt the riddle on the statue concerning the cure. |                |                                                       |                       |                           |                   |
| 43 | 30             | «Pleasure Cruise»                                     | Alan Caldwell         | Patti Carr & Lara Runnels | март 9, 2002      |
| To safeguard a rare and valuable Chinese dragon figurine, Jackie arranges for it to be transported in a secure vault on a cruise ship. Because of this arrangement, Jackie decides to bring along Uncle, Jade, and Tohru and his mother to enjoy a cruise in the process. Discovering Tohru gets seasick, Jade borrows the Horse Talisman to help him overcome it, which soon comes in handy when the criminals who tried to steal the figurine in a previous attempt, hijack the cruise ship. |                |                                                       |                       |                           |                   |
| 44 | 31             | «Tough Luck»                                          | Andy Thom             | Rob Hoegee                | март 16, 2002     |
| Valmont's enforcers, Finn, Chow and Ratso, quit the Dark Hand after one too many failed crimes, and decide to start their own organization. The group swiftly decide to steal an emerald that Jade had bought from a traveller, unaware that it bestows a curse of bad luck to those who willingly accept it. Jackie soon becomes cursed when Jade gives it to him, and finds the only way to remove the curse is to return the gem to its original home in Ireland where it was stolen from. As he finds himself contending with the bad luck, especially during St. Patrick's Day, he also must deal with Finn, Ratso and Chow as they attempt to steal the emerald from him. |                |                                                       |                       |                           |                   |
| 45 | 32             | «The Chosen One»                                      | Phil Weinstein        | Adam Beechen              | март 23, 2002     |
| The Chans are surprised when monks from the Ben-Shui monastery arrive in San Francisco, and reveal that Tohru is prophesied to become the mystical leader of their order. Agreeing to travel with him to discover more of the prophecy in question, the group soon discover that a powerful dark wizard, Daolon Wong, has plans to kidnap him in order to prevent his prophesied powers from awakening. Jackie soon finds himself having to protect Tohru when he learns the monks won't let him fight, especially against Wong's dark magic demon warriors. |                |                                                       |                       |                           |                   |
| 46 | 33             | «Glove Story»                                         | Gary Hartle           | Brian Kaplan              | март 30, 2002     |
| Jackie narrowly escapes a pair of modern-day Scottish pirates while on an expedition to find the treasure of a notorious pirate, but is curious over a pair of gloves that was part of it. The day after his return, Tohru is arrested by police when stolen gems turn up in Uncle's shop. The Chans are soon shocked to discover that Tohru was mistakenly blamed for the thefts, when they discover the gloves are magically enchanted and intent on stealing back their owner's treasure. Jackie soon has to rescue Tohru when the gloves attempt to use him for their plans, with the matter complicated when the Scottish pirates turn up to steal the treasure for themselves. |                |                                                       |                       |                           |                   |
| 47 | 34             | «The Chan Who Knew Too Much»                          | Gary Hartle           | Adam Beechen              | апрель 27, 2002   |
| Jackie and Jade travel to London to investigate the disappearance of Stonehenge, but get more than they bargain for when they unwittingly come across the thieves – druids from an ancient order, who are intent on keeping their existence a secret. The pair soon have their hands full when they discover just how extensive the druidic order is, but must do what they can to stop them when it becomes clear they intend to use Stonehenge to bring about the destruction of London. |                |                                                       |                       |                           |                   |
| 48 | 35             | «Chi of the Vampire»                                  | Chap Yaep             | Rob Hoegee & Adam Beechen | май 4, 2002       |
| On a trip to buy antiques for the store, the Chans accidentally release Jiangshi – a vampiric monster that grows stronger from stealing the chi of living creatures, granting it the power to resist sunlight and the power of its victims. When Tohru is attacked and loses some of his chi, Uncle infuses him with some of Jade's, causing him to exhibit some of her personality. When Jade suffers the same problem, she is given some of Uncle's chi, gaining his wisdom as a result. Jackie is soon forced to protect them from Uncle, when the monster consumes his chi completely and turning him into a Jiangshi, while Jade works on creating a spell to defeat it and heal its victims. |                |                                                       |                       |                           |                   |
| 49 | 36             | «The Good, the Bad, the Blind, the Deaf and the Mute» | Phil Weinstein        | Steven Melching           | май 18, 2002      |
| Daolon Wong concocts a plan to utilise the dark magic within a stone idol that can rob people of their speech, sight and hearing. Wong swiftly targets the Chans as revenge for his earlier defeat, kidnapping Uncle, while making Jackie mute, Jade deaf, and Tohru blind. All three find themselves relying not only on their other senses, but also on each other to stop Wong, before all of China is victimized by the dark wizard's scheme. |                |                                                       |                       |                           |                   |
| 50 | 37             | «Shrink Rap»                                          | Alan Caldwell         | Alexx Van Dyne            | август 17, 2002   |
| In India, Jackie manages to recover a pair of magical armbands connected to the god Shiva, which grant its user extra arms, thwarting Hak Foo's plans to acquire them for himself. When Hak Foo pursues him back to Uncle's shop to steal them back, Jade attempts to help with a spell, but accidentally shrinks both him and Jackie to the size of ants. Both men soon struggle for control of the armbands, as they tackle the dangers they must now face at their new size, while Uncle works to reverse Jade's spell. |                |                                                       |                       |                           |                   |
| 51 | 38             | «I'll Be A Monkey's Puppet»                           | Chris Berkeley        | Alexx Van Dyne            | август 24, 2002   |
| To help Jade with a talent competition at school, Jackie buys a puppet of the Monkey King for her to practice ventriloquism, unaware it is actually a magical prison for the mischievous being itself. When the Monkey King is released by accident, he makes his move to cause mischief, but not before Jackie is turned into a puppet. Jade swiftly reanimates him with the Rat Talisman in hopes they stop the mischievous monkey from causing trouble, while Uncle works to find a way to imprison the Monkey King and return Jackie to normal. |                |                                                       |                       |                           |                   |
| 52 | 39             | «The Amazing T-Girl»                                  | Chuck Drost           | Hilary J. Bader           | сентябрь 7, 2002  |
| Captain Black's superiors force him to remove the talismans from Section 13's vault, leading Uncle to recommend that they should be moved to the Ben-Shui monastery for safe-keeping. When Jade decides to have fun with them one last time before their transfer by Jackie, Uncle and Black, a freak accident during the rewiring of the vault's security system causes her to absorb their power. This soon puts her in danger when Daolon Wong makes his move to steal their power for himself, leaving the others to mount a rescue before Wong can complete his latest plan. |                |                                                       |                       |                           |                   |

## Сезон 3: Сила зверей (2002—2003)
| Номер серии | Номер в сезоне | Название                            | Автор(ы) сценария             | Режиссёр(ы)                   | Дата показа(в США) |
| ----------- | -------------- | ----------------------------------- | ----------------------------- | ----------------------------- | ------------------ |
| 53          | 1              | Команда под названием Джеки         | Дуэйн Капицци                 | Крис Беркелей                 | 14 сентября 2002   |
| 54          | 2              | «Скрытые возможности»               | Дэвид Слак                    | Майкл Гогуен                  | 21 сентября 2002   |
| 55          | 3              | «Да здравствует Джеки»              | Дэвид Слак                    | Сьюнг-Юн Ким                  | 28 сентября 2002   |
| 56          | 4              | «Ацтекская крыса»                   | Адам Бичин                    | Майкл Шанг                    | 5 октября 2002     |
| 57          | 5              | «Обезьяна наступает»                | Алекс Ван Дайн                | Крис Беркелей                 | 12 октября 2002    |
| 58          | 6              | «Когда свинья и петух летают»       | Дэвид Слак                    | Майкл Гогуен                  | 19 октября 2002    |
| 59          | 7              | «Магический кролик»                 | Майкл Джеленик                | Сьюнг-Юн Ким                  | 2 ноября 2002      |
| 60          | 8              | «Баран внутри, баран снаружи»       | Лоис Хиршон и Джоэлль Селлнер | Майкл Шанг                    | 9 ноября 2002      |
| 61          | 9              | «Невидимая мама»                    | Брайан Каплан                 | Крис Беркелей                 | 16 ноября 2002     |
| 62          | 10             | «Рождественская команда спасения»   | Алекс Ван Дайн                | Майкл Гогуен                  | 14 декабря 2002    |
| 63          | 11             | «Маленький Вальмонт, большая Джейд» | Дэвид Слак                    | Сьюнг-Юн Ким и Брендон Виетти | 25 января 2003     |
| 64          | 12             | «Душа и тело»                       | Майкл Джеленик                | Майкл Шанг                    | 8 февраля 2003     |
| 65          | 13             | «Сбежавший зоопарк»                 | Адам Бичин                    | Майкл Гогуен                  | 15 февраля 2003    |
| 66          | 14             | «Кто такой Тору?»                   | Лоис Хиршон и Джоэлль Селлнер | Майкл Шанг                    | 1 марта 2003       |
| 67          | 15             | «Возвращение дракона»               | Дэвид Слак                    | Крис Беркелей                 | 8 марта 2003       |
| 68          | 16             | «Вечер в опере»                     | Алекс Ван Дайн и Адам Бичин   | Сьюнг-Юн Ким                  | 5 апреля 2003      |
| 69          | 17             | «Атака клонов»                      | Майкл Джеленик                | Майкл Гогуен                  | 3 мая 2003         |

## Сезон 4: Маски Они (2003—2004)
| Номер серии | Номер в сезоне | Название                  | Автор(ы) сценария                            | Режиссёр(ы)    | Дата показа(в США) |
| ----------- | -------------- | ------------------------- | -------------------------------------------- | -------------- | ------------------ |
| 70          | 1              | «Маски Шедохана»          | Майкл Джеленик                               | Фрэнк Сквиллас | 13 сентября 2003   |
| 71          | 2              | «Самурай Ратсо»           | Дуэйн Капицци, Лоис Хиршон и Джоэлль Селлнер | Сьюнг-Юн Ким   | 20 сентября 2003   |
| 72          | 3              | «Удивительная команда Ти» | Адам Бичин                                   | Дэвид Хартман  | 27 сентября 2003   |
| 73          | 4              | «Чёрная магия»            | Том Пугслей и Грег Клейн                     | Брендон Виетти | 4 октября 2003     |
| 74          | 5              | «Демон позади»            | Дэвид Слак                                   | Боб Хатчок     | 11 октября 2003    |
| 75          | 6              | «Страшная ночь борьбы»    | Алекс Ван Дайн                               | Сьюнг-Юн Ким   | 25 октября 2003    |
| 76          | 7              | «Половина кунг-фу маски»  | Дэвид Слак                                   | Дэвид Хартман  | 1 ноября 2003      |
| 77          | 8              | «Поедатели теней»         | Майкл Джеленик                               | Брендон Виетти | 15 ноября 2003     |
| 78          | 9              | «Хорошие ребята»          | Адам Бичин                                   | Боб Хатчок     | 22 ноября 2003     |
| 79          | 10             | «Дежавю»                  | Раф Грин                                     | Боб Хатчок     | 17 января 2004     |
| 80          | 11             | «Вторая Джейд»            | Том Пугслей и Грег Клейн                     | Сьюнг-Юн Ким   | 31 января 2004     |
| 81          | 12             | «Команда малышей»         | Майкл Джеленик                               | Дэвид Хартман  | 7 февраля 2004     |
| 82          | 13             | «Сумерки ниндзя»          | Эдди Гузелиан                                | Брендон Виетти | 14 февраля 2004    |

## Сезон 5: Силы демонов (2004—2005)
| Номер серии | Номер в сезоне | Название                                                       | Символ бессмертного | Режиссёр(ы)     | Автор(ы) сценария | Дата показа(в США) |
| --- | -------------- | -------------------------------------------------------------- | ------------------- | --------------- | ----------------- | ------------------ |
| 83 | 1              | «Relics of Demon Past» «Утерянная сила»                        | Веер                | Дэвид Хартман   | Неизвестно        | 11 сентября 2004   |
| Драго сбегает из тюрьмы с целью заполучить силы демонов. Для этого он находит давних помощников Вальмонта Финна, Ратцо и Чоу и наделяет их силой огня. Первой он находит силу демона ветров. Банда нападает на автомойку, но волшебный веер случайно попадает в Джейд. Дядя рассказывает о том, что Драго пытается украсть все восемь символов бессмертных, в которых ещё осталась сила демонов. Драго после этого идёт в школу и пытается отобрать силу, но ему не удаётся сделать этого. Потом он всё-таки выкачивает силу, но не успевает ею воспользоваться. Перед тем, как убежать, Драго забирает силу огня у помощников. |                |                                                                |                     |                 |                   |                    |
| 84 | 2              | «It’s All in the Game» «„Последний герой“»                     | Тыква-горлянка      | Джей Олива      | Неизвестно        | 18 сентября 2004   |
| Джеки, Тору, Джейд и дядя приезжают на остров, чтобы заполучить силу водного демона Бэй Тса. Для этого им предстоит тягаться в шоу «Последний герой» с семьёй из Гамбурга. В первом же испытании Тору падает с моста. На голосовании решается, что остров покинет старый дядя. Но тот связывает рулевого в лодке и приплывает обратно на остров. Драго лишается силы демона воды. |                |                                                                |                     |                 |                   |                    |
| 85 | 3              | «Black and White and Chi All Over» «Белое и чёрное ци повсюду» | Цветок, Лотос       | Энтони Чун      | Стивен Мелчинг    | 25 сентября 2004   |
| Драго пытается завладеть силами двух демонов в «Секторе 13», но ему приходится сбежать. Затем он берёт к себе других помощников: Страйкмастер Айс, ДиДжей Кулак, ЭмСи Кобра. Он наделяет их силой огня. Дядин Чаоматик обнаруживает силу земляного демона Диг Вэя в цветочном магазине. Туда же отправляются бандиты Драго. Дракону не удаётся завладеть силой, заключённой в цветке, а чуть позже Чаоматик обнаруживает силу лунного демона Зо Лана. Нужный цветок находится в зоопарке, который случайно съедает панда. Позднее Драго отбирает у неё силу лунного демона. Чтобы его победить, Джеки завладевает силой земляного демона. В «Сектор 13» помещаются ещё две силы. |                |                                                                |                     |                 |                   |                    |
| 86 | 4              | «Dragon Scouts» «Скауты дракона»                               | TBA                 | Кельвин Ли      | Неизвестно        | 16 октября 2004    |
| Джеки узнаёт, что у Финна, Ратцо и Чоу тоже есть племянники. Джейд не одобряет их вступление в отряд «Драконы». Затем отряд (включая Джеки) идёт в музей. Там кто-то отключает свет, и исчезает статуя золотого осьминога. Статую обнаруживает Джейд в рюкзаке других племянников. Но выясняется, что настоящие воры — владелец музея и двое полицейских. Немного позже осьминога забирают Ратцо, Чоу и Финн, но Джеки удаётся задержать их. Бывшие бандиты снова отправляются в тюрьму. |                |                                                                |                     |                 |                   |                    |
| 87 | 5              | «The Demon Beneath My Wings» «Охота за демоном»                | Флейта              | Кирк Ван Уормер | Неизвестно        | 4 июня 2005        |
| Команда приезжает в Австралию, чтобы взять флейту, победившую Ши Ву, небесного демона. Драго снова не удаётся завладеть силой. Однако Чаоматик сломался после того, как поглотил силу демона, и поэтому не мог сохранить силу в колбе. У Джейд же экскурсия в старинный замок, и она решила взять Чаоматик с собой. Однако магический вылесос забирает учительница Джейд, мисс Хартман, и от неосторожного обращения с устройством сила вылетает на свободу и вселяется в учительницу, которая начинает медленно превращаться в демона. В замок приезжают Тору, Джеки и дядя. Тору спасает остальных детей, а Джеки и дядя пытаются забрать силу у мисс Хартман, но им мешает Драго, который тоже пытается завладеть силой. Затем Драго падает в воду с обрыва, а учительница Джейд снова становится прежней. |                |                                                                |                     |                 |                   |                    |
| 88 | 6              | «Mirror, Mirror» «Странное зеркало»                            | TBA                 | Джей Олива      | Неизвестно        | 4 июня 2005        |
| Джейд, Тору, Джеки и дядя приезжают в затопленный город, где родился дядя. Спустя две минуты, Джейд замечает таинственный храм. Дядя говорит, что это тьма. Действительно, там есть зеркало, в которое заключены злые духи, превращающие самые жуткие страхи людей в реальность. Но племянница Джеки всё равно заходит в здание и находит зеркало. Дядя, Джеки и Тору ищут её. Неожиданно храм начинает рушиться. После недолгих, но опасных приключений, зеркало разбивается. Джейд превращается в упрямую ослицу, Тору в свою маму, у Джеки становится громадной голова, а дядя теряет дар речи. С трудом поняв, как снять заклятие, команда отправляется в другую сторону города. Кошмары некоторых других жителей также сбываются. Затем все духи снова запираются в отдельные зеркальные предметы. |                |                                                                |                     |                 |                   |                    |
| 89 | 7              | «Antler Action» «Бессмертный смертный»                         | Цветок              | Энтони Чун      | Неизвестно        | 11 июня 2005       |
| Колба с силами демонов даёт трещину во время землетрясения и выпускает все демонические силы на свободу. Почти все силы удаётся поймать ещё в Секторе 13, но одна сила успела вылететь. Это цветок, содержащий силу демона земли. Эту силу заполучает Ларри - подросток, помешанный на комиксах, компьютерных играх и компьютерах, и друг Джейд. Драго, Джеки и его команда пытаются возвратить силу демона обратно. Вскоре дядя произносит заклинание, и сила демона возвращается в цветок. |                |                                                                |                     |                 |                   |                    |
| 90 | 8              | «Clash of the Titanics» «Бессмертные кастаньеты. Часть 1»      | Кастаньеты          | Кельвин Ли      | Николь Дубуч      | 11 июня 2005       |
| Чаоматик обнаруживает силу Чанг Цу, демона грома. Кастаньеты находятся на затонувшем корабле «Океаник» в Ледовитом океане. Джеки, совместно с Джейд, почти без трудностей забирают кастаньеты. Подводная лодка всплывает, Джейд, Тору и Джеки выходят из неё. Дядя пытается заключить силу демона в Чаоматик, но Драго мешает ему и завладевает силой. |                |                                                                |                     |                 |                   |                    |
| 91 | 9              | «Stealing Thunder» «Бессмертные кастаньеты. Часть 2»           | Кастаньеты          | Кирк Ван Уормер | Неизвестно        | 18 июня 2005       |
| Драго обнаруживает, что молнии усиливают его силу грома. Джеки, Джейд, дядя и Тору пытаются вытащить силу громовержца из тела Драго другим путём. Позже Джейд побеждает Айса в гигантской игре роботов. А сила демона грома возвращается обратно в Чаоматик дяди, и тот несёт силу в «Сектор 13». |                |                                                                |                     |                 |                   |                    |
| 92 | 10             | «Weight and See» «Последняя сила»                              | Барабан, Меч        | Джей Олива      | Неизвестно        | 18 июня 2005       |
| Джеки и дядя приезжают в Канаду, чтобы получить палочки, победившие По Конг, демонессу гор. Они убегают с одним полным мешком палочек. Половину палочек они просмотрели и силы не нашли. После этого Тору решил съесть рис. Совершенно случайно он взял те самые палочки бессмертного, и в него вселилась сила По Конг. Он начинает съедать всё подряд, затем его обнаруживает Драго и высасывает силу, однако дядя тут же лишает его силы горного демона, а заодно забирает и силу огня. |                |                                                                |                     |                 |                   |                    |
| 93 | 11             | «J2 Revised» «Возвращение Джейд-2»                             | TBA                 | Энтони Чун      | Неизвестно        | 8 июля 2005        |
| Находясь в отпуске, всегда есть шанс встретиться с приключениями. У Джеки, Тору, дяди и Джейд появился шанс восстановить половину древнего артефакта, известного как Ци Арканум. Они нашли её под водой. Джейд знакомится с новым другом Джимми, робким мальчиком, которого всегда дразнили и обзывали. Позже таинственный Мастер Ши крадёт часть Арканума из «Сектора 13» и уходит в портал времени. Джейд отправляется за ним и оказывается в далёком будущем. Она снова встречает Джейд-2, дядю, Тору, капитана Блэка и Джеки, которые говорят ей имя преступника — Айсо. Также она встречает Джимми Взрослого, который сейчас работает в «Секторе 13». Тору теперь полноценный мастер светлой Ци, а Джимми его ученик. Джейд и Джейд-2 выходят в город и обнаруживают логово Айсо, где находят вторую половину Арканума, и соединяют его. Капитан Блэк увольняет Джейд-2 с работы. Потом Джимми крадёт шар и преобразовывает себя как Айсо. Джейд забирает Джимми из прошлого, чтобы Джимми-2 перестал быть вором. У него это выходит, и Джейд возвращается в своё время. |                |                                                                |                     |                 |                   |                    |
| 94 | 12             | «The Powers That Be: Part 1» «Последняя битва. Часть 1»        | TBA                 | Кельвин Ли      | Неизвестно        | 25 июля 2005       |
| Страйкмастер Айс и его банда похищают Джеки, дядю и капитана Блэка и просят выкуп — все 8 символов бессмертных. Джейд и Тору пытаются создать заклинание, которое победит Драго. Между тем, после неудавшейся попытки побега Джеки и капитан Блек придумывают план создания нового заклинания и позволяют дяде бежать, чтобы тот его создал. Джейд идёт в «Сектор 13», где видит заточённого в статую Шенду. Она просит его о помощи и отламывает кусочек коры для заклинания. Джейд и Тору едут на Золотой Мост, где назначена встреча между Джейд и Драго. Команда Драго предаёт его и пытается заполучить силы демонов. Однако приезжает дядя со своим Чаоматиком, чтобы поглотить силы. Но это ему не удаётся. Драго захватывает все 8 демонических сил себе… |                |                                                                |                     |                 |                   |                    |
| 95 | 13             | «The Powers That Be: Part 2» «Последняя битва. Часть 2»        | TBA                 | Кирк Ван Уормер | Стивен Мелчинг    | 25 июля 2005       |
| Драго захватывает все силы себе и собирается уничтожить весь мир. Капитан Блэк подготавливает своих людей. Джейд пытается помочь им, но Джеки и Блэк запрещают ей это. Дядя просит Шенду сказать ему заклинание против Драго. Шенду отказывает ему. Он хочет, чтобы дядя освободил его из заточения в статуе и тогда он поговорит со своим сыном Драго. Блэк не может помочь Джеки. Джеки просит Тору проследить за Джейд. Драго в это время наказывает своих помощников. Он перевоплощается в другой вид. Финн, Ратцо, Чоу и Хак Фу приходят к дяде за помощью. Дядя берёт их в свои помощники. Капитан Блэк посылает в убежище Драго и его банды целый отряд, но новый Драго уничтожает все машины одним ударом. Потом Драго даёт помощникам силы демонов земли, ветра и грома. Автобус, который вёз пассажиров, попадает под разрушенный мост. Джеки и капитан Блэк пытаются им помочь. В это же время к ним на помощь приходят Эль Торо, Вайпер и Пако. Дядя и бывшие преступники готовят заклинание. Помощники Драго уничтожают «Сектор 13» и Тору оказывается под обломками здания. Джейд заранее крадёт все талисманы. Джеки, Эль Торо, Вайпер, Джейд и Пако дерутся с Драго и его помощниками. Джейд приходит с «Удивительной Командой Ти». Она приносит талисманы и раздаёт их команде добра. Себе берёт собаку, Джеки даёт кролика, Эль Торо — быка, Вайпер — змею, капитану Блэку — дракона. Петуху Эгберту и свинье Мордесаю — талисманы петуха и свиньи. Пако она даёт талисман овцы, СуперЛосю — талисман крысы, чтобы он ожил. Происходит битва. Все используют талисманы для борьбы с Армией Зла. Дядя призывает Шенду, чтобы он уничтожил Драго. Чтобы помочь Шенду победить Драго, все отдают ему 12 талисманов. Джейд радуется, что Тору жив. Тору предлагает дяде отменяющее зелье. Тору становится полноценным волшебником. Банда Страйкмастера Айса схвачена Эль Торо Фуэртэ и Пако. Тору и дядя изгоняют Драго и Шенду в мир демонов навсегда. |                |                                                                |                     |                 |                   |                    |